# Roksolanowie

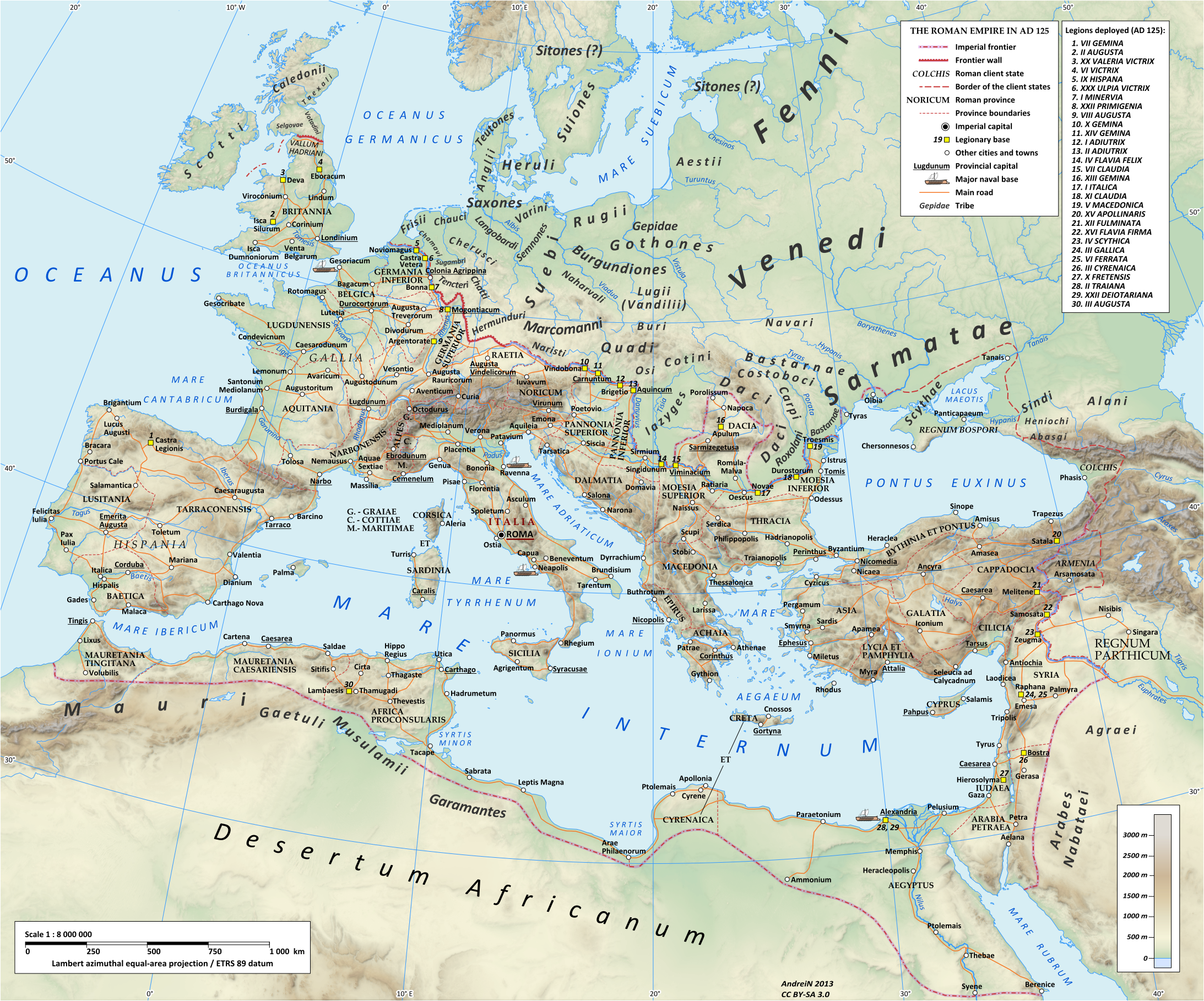
Na mapie rzymskiego imperium ok. 125 roku Roksolanów znajdujemy w Dacji

Roksolanowie, Roksolanie (według Wiernadskiego od oset. ruxs alan, „jasny Alan”, lat. Roxolani, gr. Ροξολάνοι, od irańskiego Raochshna, „biały, światło”, to jest jasny, błyszczący) – jedno z plemion sarmackich zapewne spokrewnione z Alanami. Ich ziemie leżały między Donem a Dniestrem.
W I w. p.n.e. wywędrowali w kierunku Dunaju na stepy Baragan. Pod wodzą Tasjosa walczyli około 109 p.n.e. po stronie scytyjskiego władcy Palakosa przeciw wojskom pontyjskiego króla Mitrydatesa VI Eupatora, dowodzonymi w kampanii krymskiej przez Diofantesa. Liczące 50 tys. siły Roksolanów w starciu z sześciotysięczną armią pontyjską doznały ciężkiej porażki, wskutek czego zmuszeni zostali do wycofania się z Krymu. W połowie I w. n.e. rozpoczęli łupieżcze wyprawy za Dunaj, w granice państwa rzymskiego. W roku 69/68 jedna z wypraw (9 tys. wojowników) została rozbita przez Legio III Gallica. Podczas wojen dackich Trajana walczyli po stronie Daków, pokonani w pierwszej kampanii w 101–102 r., w kolejnych zachowali neutralność. W 260 r. najechali prowincję Panonię. W połowie IV w. pokonani przez Hunów.
Jako pierwsi wprowadzili do uzbrojenia kopie oraz przejęli od Scytów mocny, łuskowaty pancerz okrywający  także konia. Służyli często w armii bizantyjskiej jako najemnicy zwani skythikon.
Ich koczownicze zwyczaje opisał m.in. Strabon:
Namioty koczowników [...] pokryte są filcem i przymocowane do wozów, na których mieszkają. Otaczają je stada, które dostarczają  tym ludom mleka, sera i mięsa. Przenoszą się oni z pastwiska na pastwisko, gdy tylko zaczyna brakować trawy. Zimy spędzają w okolicach płycizn Jeziora Meockiego, zaś większość lata na równinach (Geographica, VII, 3, 17).
Występują na mapie Tabula Peutingeriana jako Roxulani Sarmate na lewo od plemienia Bosforani i powyżej Konstantynopola z prawej strony mapy.